# 媽閣站
媽閣站（葡萄牙語：Estação da Barra）是澳門輕軌氹仔線的終點站，位於澳門半島西南部的西灣湖景大馬路。本站為地底車站，由於要配合第一期澳門半島段的最終走線設計，故此未能與氹仔線同步於2019年12月10日投入服務，此站於2023年12月8日啟用。媽閣站位於澳門半島西南部媽閣，命名自取媽閣廟。車站編號為ST12。

## 車站結構

### 車站樓層
| 地上一層（R）                      | 平台     | 媽閣站天台花園 |   |  |
| 地面層（G）                        | 公共廣場 | 商鋪、洗手間、媽閣交通樞紐地面廣場及西灣湖景大馬路 |   |  |
| 夾層（C）                          | 大堂     | 客服中心、自動售票機、洗手間、商鋪 |   |  |
| 地庫一層（P）                      | 月台     | \| 售票機、D1出入口連接巴士總站、商鋪 \| \| \| \| \| \| 側式 · 開左邊车门 \| \| \| \| \| \| \| \| 氹仔線往氹仔碼頭（海洋） \| 1 \| \| \| \| 2 \| 氹仔線落客 \| \| \| \| 側式 · 開左邊车门 \| \| \| \| \| |   |  |
| 售票機、D1出入口連接巴士總站、商鋪 |          | |   |  |
| 側式 · 開左邊车门                  |          | |   |  |
|                                    |          | 氹仔線往氹仔碼頭（海洋） | 1 |  |
|                                    | 2        | 氹仔線落客 |   |  |
| 側式 · 開左邊车门                  |          | |   |  |

### 大堂及商業設施
媽閣站售票大堂採用下沉式設計，車站大堂及地面層廣場鄰近B出入口設有商鋪，目前未有任何商鋪完成裝修工程及開業。其中大堂層設4個鋪位，月台層則有2個商鋪（一個位於D1出口旁，另一個位於付費區內1號月台旁），大部分在閘外的非付費區。另有6間商鋪，即站內合共12間商舖於2023年12月開展新一輪招標；周邊廣告燈箱累計58個。
2024年2月，交通事務局表示本站商業設施已展開招租工作，並有商戶表達興趣意向，現正在磋商；至於本站旁邊的媽閣交通樞紐商務設施將視乎實際情況，適時考慮再度招標。2025年1月，站內和站外多個舖位門口都張貼了“商舖已出租”的通知。
站內付費區或非付費區均設有廣告展示燈箱，分別舉行一些特別活動或進行有關宣傳等。
- 媽閣站客戶服務中心（票務層，A出口旁）
- 票務層付費區內內貌
- 媽閣站B出口旁閘機
- 媽閣站票務層內商鋪
- 位於媽閣站C出口旁的失物認領處

### 月台
本站設有兩個側式月台，是輕軌系統首個設有書法字體和安裝全高式月台幕門的車站。其中1號月台旁的D1出口無縫連接媽閣交通樞紐位於地庫一層的巴士總站，透過便捷轉乘通道讓乘客從巴士總站通過D1出口直接前往1號月台乘坐輕軌列車前往氹仔。本站月台北端設有渡綫，供列車於左側側線停泊作後備車輛之用，右側是供列車在2號月台完成清客後駛入調頭再返回1號月台進行載客。
- 1號月台-往氹仔碼頭
- 2號月台-落客月台

### 天台花園
天台花園位於本站的頂層（即天台層、R層），於2023年12月8日通車日起正式對外開放。觀看景色主要瞭望對岸廣東省珠海市十字門以及一水之隔的橫琴粵澳深度合作區金融島一帶，在天氣良好時更適宜欣賞日落，啟用後暫未有商業元素如露天茶座等設施。
- 《澳門輕軌交通系統營運範圍 – 公眾和乘客須知》之進入輕軌媽閣站天台花園補充須知 （页面存档备份，存于）

### 出入口
| 編號                              | 指示方向     | 圖片 | 附近目的地 |
| --------------------------------- | ------------ | ---- | --- |
| A                                 | 公共廣場     |      | - 公共廣場 - 澳門海關 - 澳門當代藝術中心‧海事工房1號及2號 - 媽閣廟 - 海事博物館 - 媽閣上街 - 媽閣市政署檔案室 |
| B                                 | 媽閣休憩區   |      | - 媽閣休憩區 - 西灣湖景大馬路                                                                                 |
| C                                 | 聖地牙哥酒店 |      | - 聖地牙哥酒店 - 媽閣交通樞紐 - 民國大馬路 - 西灣湖                                                           |
| D1                                | 媽閣交通樞紐 |      | - 媽閣交通樞紐 - 巴士總站 - 媽閣交通樞紐重型客車停車場 - 媽閣交通樞紐停車場                                   |
| D2                                | 媽閣交通樞紐 |      | - 媽閣交通樞紐 - 巴士總站 - 媽閣交通樞紐重型客車停車場 - 媽閣交通樞紐停車場                                   |
| 註： 設有 \| 設有 \| 設有扶手電梯 |              |      | |

## 車站特色
- 本站以媽閣廟為標誌。
- 媽閣站之最：
  - 澳門輕軌首個設於澳門半島內的車站；
  - 澳門輕軌首個地底車站；
  - 澳門輕軌首個設有空調的車站；
  - 澳門輕軌目前最大型的車站；
  - 澳門輕軌目前擁有最多個出入口的車站；
  - 澳門輕軌首個設有商舖的車站；
  - 澳門輕軌首個設有全高式月台門的車站；
  - 澳門輕軌首個設有書法字體的車站；
  - 澳門輕軌首個設有親子洗手間及哺乳室的車站。

## 利用狀況
- 本站為澳門輕軌目前唯一設於澳門半島的車站，因此本站客流量較多，尤其例假日及公眾假期較為明顯；[14][15][16]雖然巴士與輕軌之間沒有轉乘優惠，但仍吸引部分市民和旅客乘坐，當中D1、D2出口連接媽閣交通樞紐地庫一層的巴士總站，仍能夠方便乘客轉乘和體驗。[17]但有社會團體和乘客反映，本站內外指引和指示不清晰，與鄰近地區習慣有所不同，導致出站乘客較難發現相關指引未能發現如何出站前往周邊景點或巴士站的方向提示，讓乘客對輕軌之體驗造成不便。[18][19]
- 另外，在澳門半島舉行大型活動期間（如公益金百萬行、除夕跨年倒數），以及通車首天初期，本站將會實施人流管制措施，乘客只可以從A出口排隊進入車站購票及入閘等侯乘車，B出口實施“只出不進”的措施，其他出口包括C、D1、D2出口臨時封閉並禁止通行。[20][21]在臨時人潮管制措施實施期間，本站內及A出口外圍一度實施潮水式放行，安排乘客於入口處等候，並協助乘客分批入閘、候車和上車。[22][23]

## 車站周邊
- 媽閣廟
- 媽閣廟前地
- 澳門海事博物館
- 聖地牙哥古堡酒店
- 澳門海關總部

## 路線走向
氹仔線由海洋站往北延伸，通過西灣大橋下層行車道連接至本站，連接至馬會、運動場、排角和路氹城等沿途各站。

### 未來發展
- 西線：前稱第二期工程，穿梭澳門半島西北區、內港區，總長度約6公里，沿澳門半島西部往來青茂及本站。
- 澳門口岸人工島支線與澳門半島線剩餘段合併路線：始於港珠澳大橋澳門邊檢大樓，途經新城A區、外港區、皇朝區、南西灣區（南灣及西灣），最後以本站為終點站。

## 接駁交通

### 大型交通設施
- 媽閣交通樞紐：設有三層地庫，與本站無縫連接。包括於地庫一層D1及D2出口無縫連接巴士總站；地面層C出口設有的士站；地庫二層為旅遊巴上落客區，地庫三層設有私家車及電單車停車場。

### 附近公共巴士站
M198 西灣湖景大馬路／媽閣碼頭（Avenida Panorâmica do Lago Sai Van / Ponte-cais da Barra）
路線：1、2、5、6B、9、10、11、18、18B、21A、26、55、60、61、65、71S、MT4、N3
M277 西灣湖景大馬路／媽閣交通樞紐（Av. Panorâmica do Lago Sao Van / Centro Modal de Transportes da Barra）
路線：16S、26、28B、55、60、65、71S、MT4、N3

## 歷史

### 規劃
2009年10月17日，運輸基建辦公室公佈《澳門輕軌系統第一期2009興建方案》，當中本站規模擴大和調整為地下車站，而第一期的南灣至媽閣段改為採用隧道方式興建。運建辦指出，本站更改興建方式是項目顧問重新審視南、西灣湖段的輕軌軌道設計。在分析時除考慮到輕軌系統本身的技術要求外，還特別留意到社會期望輕軌必須考慮對澳門歷史城區的景觀影響。
2011年3月，作為本站的連接公共運輸配套項目的媽閣交通樞紐工程完成規劃和設計，並進行公眾咨詢。其後於2012年7月進行前期工程公開開標；2014年7月對交通樞紐主體工程進行公開招標競投，其後於該年9月中旬進行公開開標。
2015年1月，交通樞紐主體建造工程正式動工。

### 興建

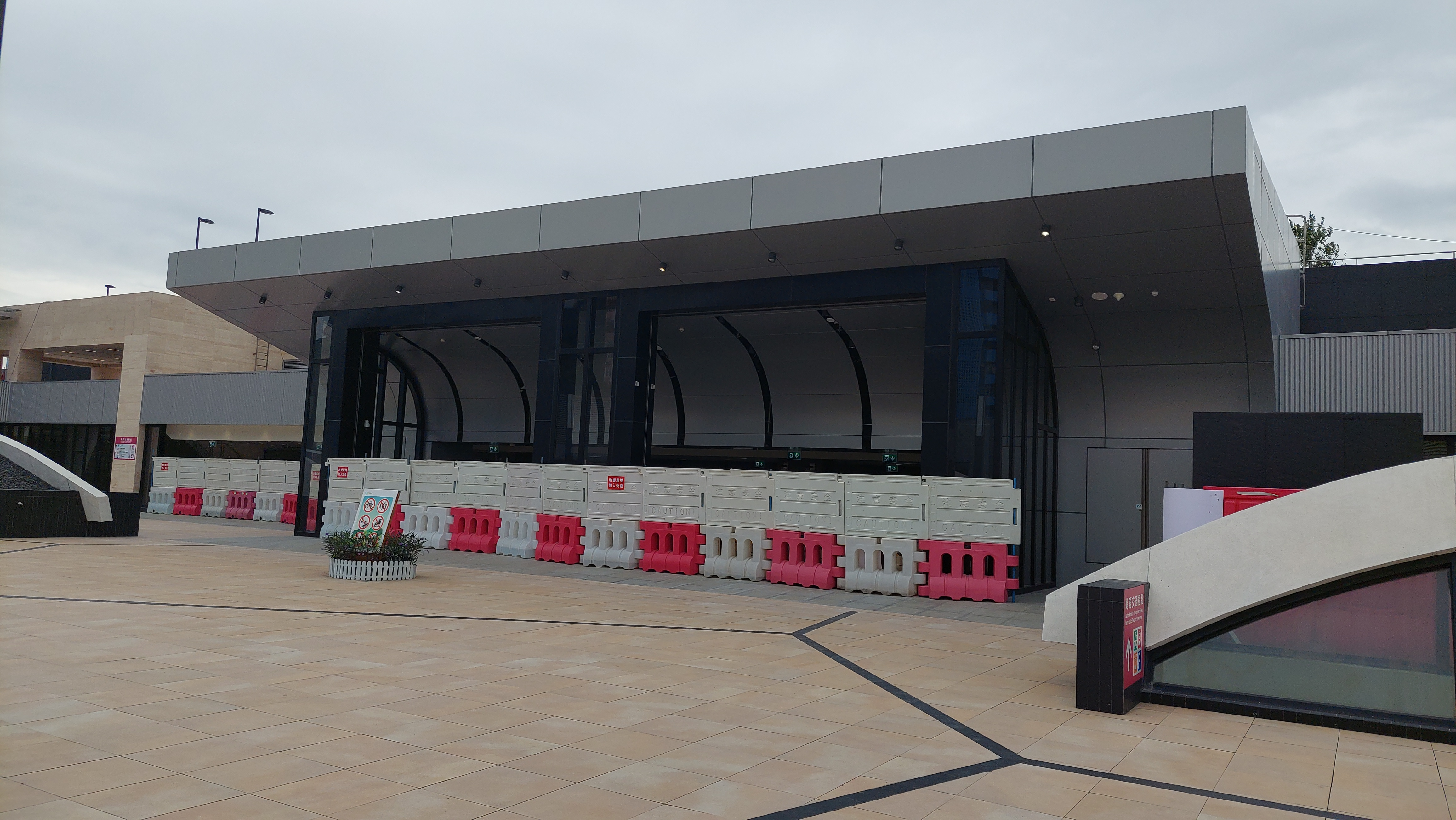
2022年12月正進行裝修工程中的媽閣站

2017年11月13日，本站前期建設工程展開，象徵車站興建工程正式動工。
2019年1月8日，運輸基建辦公室於離島區社區服務諮詢委員會上介紹的輕軌建設狀況，預計本站工程於2024年完工。
2022年1月26日，建設發展辦公室主任林煒浩表示，氹仔線接駁至本站工程於2023年第四季至2024年初具備通車條件，本站亦將配合投入服務。
2022年9月30日，公共建設局局長林煒浩表示，本站工程進度順利，主體工程接近完工，稍後將安裝及調試系統，會按目標於2023年連通氹仔線。
2022年12月3日，連接本站的媽閣交通樞紐正式啟用，首期先開放位於地庫一層的巴士總站及位於地庫三層的公共停車場。
2023年2月16日，公共建設局區域合作及大型建設處長黃光裕表示，本站工程預計3月完工，爭取在年內通車。

### 測試工作
2023年3月1日，本站主體建造工程完成。相關工程於2018年8月委託，11.78億元判給，施工期1,238天。據公共建設局網站顯示，延期原因是天氣原因及疫情影響，由2020年至2022年8月止，其中疫情的影響共74工作天。沿西灣大橋下層通道設置的輕軌行車系統已完成安裝，正開展列車運行測試工作。列車測試分三個階段進行，第一階段為本站及西灣大橋下層通道，第二階段將延伸至海洋站，第三階段為全線範圍。另外，列車操作服務已判給予澳門輕軌股份有限公司，價格為澳門幣500萬元，由2023年1月11日至10月31日。
2023年8月11日，氹仔線全線開展列車及系統總測試，以及預試營運等。在測試進行期間，列車和車站的顯示屏及廣播系統新增本站。有關工作正按既定日程推進，另計劃在2023年底或2024年初或再開標引入商業元素，冀吸引企業投標。
2023年11月15日，行政長官賀一誠表示媽閣站會按計劃在同年12月啟用。

### 正式啟用
2023年12月8日，本站正式啟用，標誌輕軌正式連通氹仔與澳門。由本站開往氹仔碼頭站的首班列車於當天06:30正式開出；而當天首班抵達本站的跨海列車亦於當天06:30從馬會站開出。澳門輕軌股份有限公司特意在通車首天06:30至08:30，向本站乘坐列車的乘客送贈紀念品乙份。12月8日至10日期間於本站特設紀念票販售窗口，分別售賣本站通車和氹仔線通車的紀念車票套裝，每套紀念票售價為180澳門元，而兩套紀念票的購買售價為350澳門元。

## 未來發展

### 輕軌西線
規劃中的輕軌西線初步研究由本站延伸至關閘，目前作遠期規劃的路線。
2008年至2009年，運輸基建辦公室開展《澳門輕軌第二期可行性研究》，由關閘途經林茂塘和內港連接至本站。
2014年，自輕軌二期方案諮詢完結超過五年，造價、通車時間等一改再改，引起立法會議員批評，更形容二期計劃消聲匿跡。時任運輸工務司司長劉仕堯於2014年2月表示，已於本站預留空間連接第二期路線，另外為配合粵澳新通道（青茂口岸）的興建將輕軌澳門半島線（輕軌一期澳門半島段）延伸至青洲站，而第二期路線規劃則需配合內港區中區患整治等工作結合。
2022年5月24日，政府就《澳門陸路整體交通運輸規劃（2021-2030）》舉行為期60天的公開諮詢，當中重提研究由本站到關閘的輕軌西線規劃，提議可先興建局部關閘至林茂塘段，全長2.2公里，該路線為遠期規劃。

### 輕軌南線
原稱澳門輕軌第一期的澳門半島線及氹仔線原為一條路線，從關閘開出，經過澳門東部及南部，並於媽閣站設站後行駛現時氹仔線的路線。2013年至2014年，輕軌第一期新口岸段和澳門半島北段的走線引起社會上的爭議，導致澳門半島段於2016年起規劃暫停，而政府亦決定優先處理當時已經興建中的氹仔段，並成為現時的氹仔線，而餘下的部分則為澳門半島線。2017年決定先興建本站並將氹仔線延伸至位於澳門半島西南側的本站。2025年初步規劃改為興建南線，始於港珠澳大橋澳門邊檢大樓，途經新城A區、外港區、南西灣區（南灣及西灣），最後到達本站作交匯。

## 圖片集

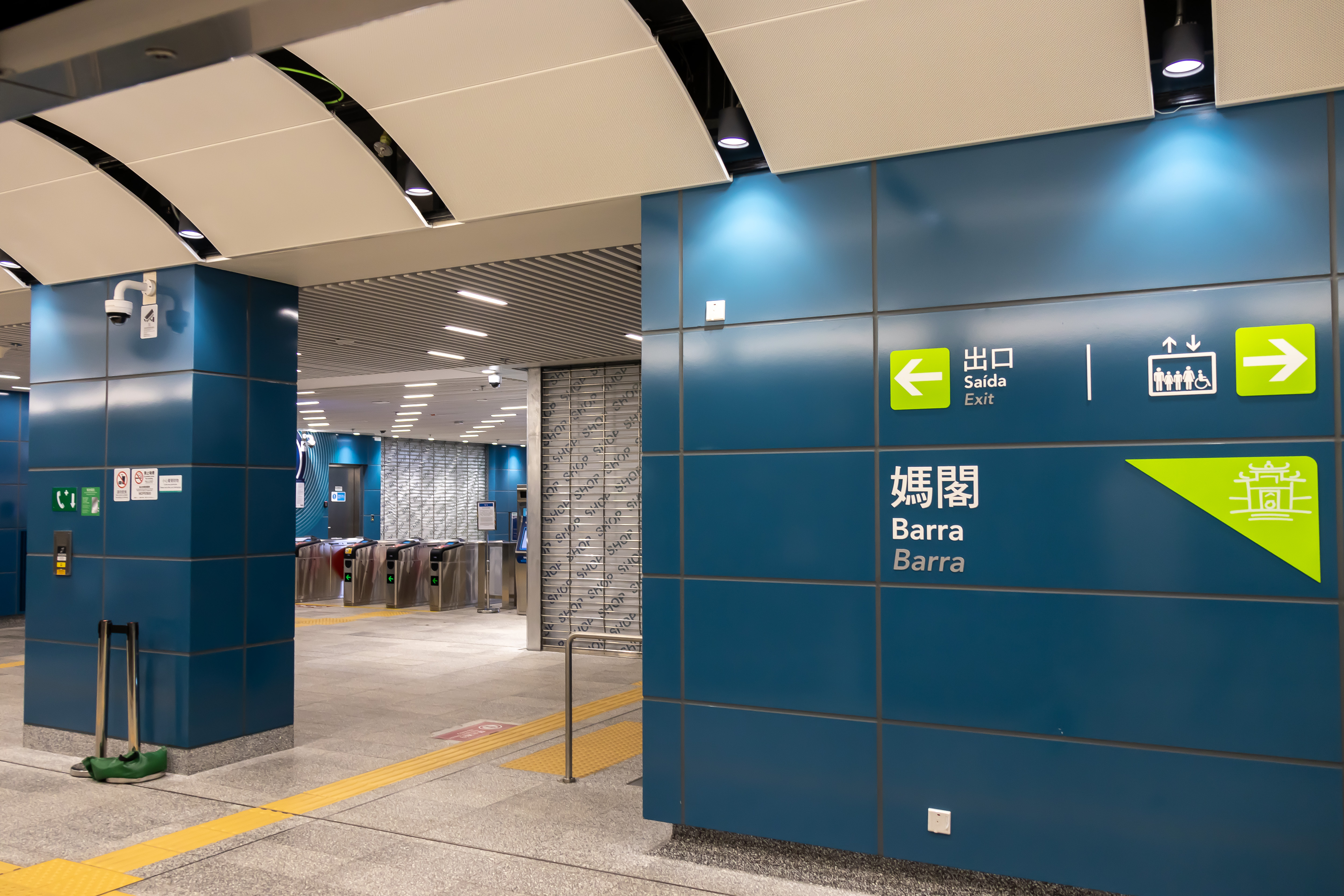
D1出口附近的標誌
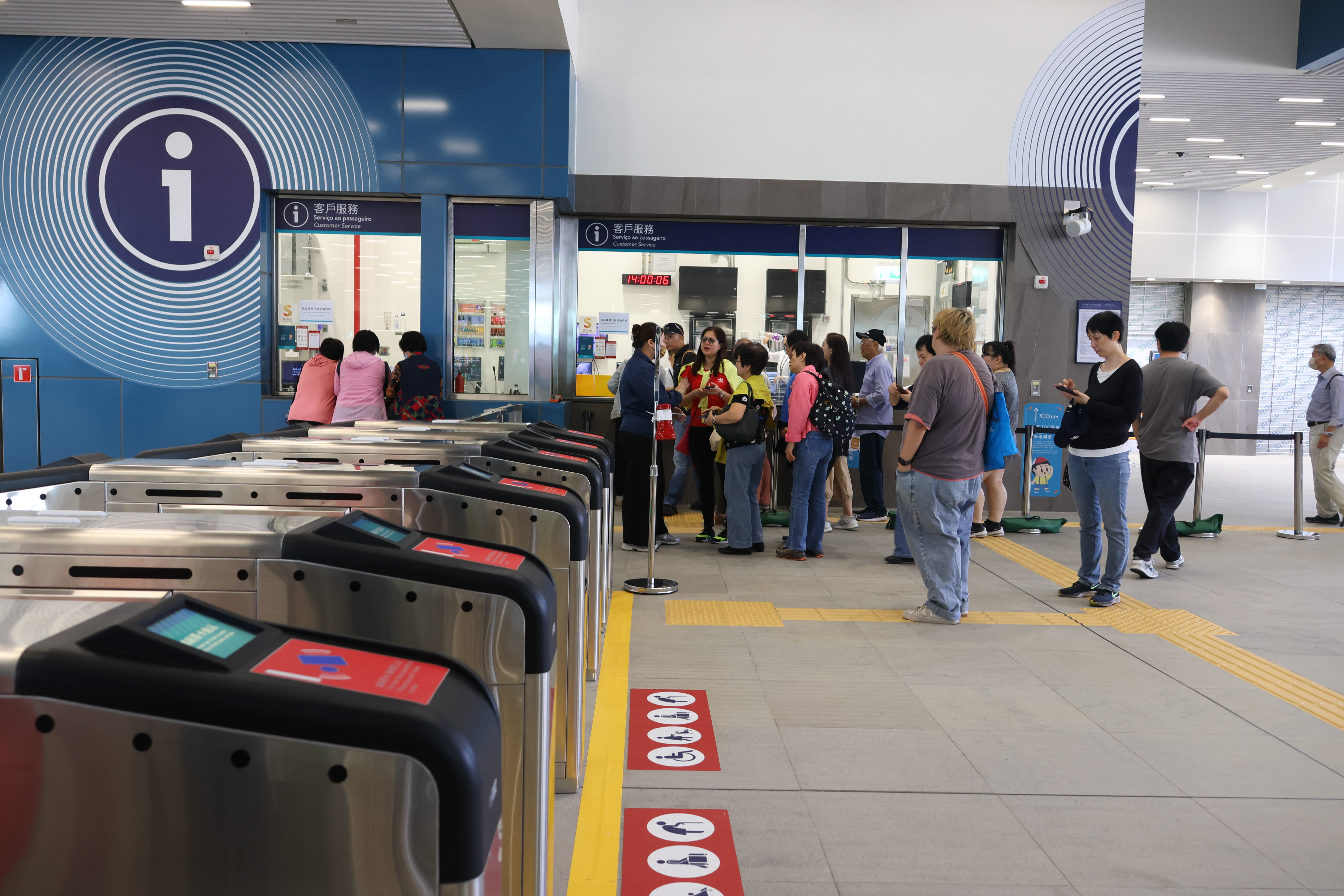
A出口的閘機及客户服務中心
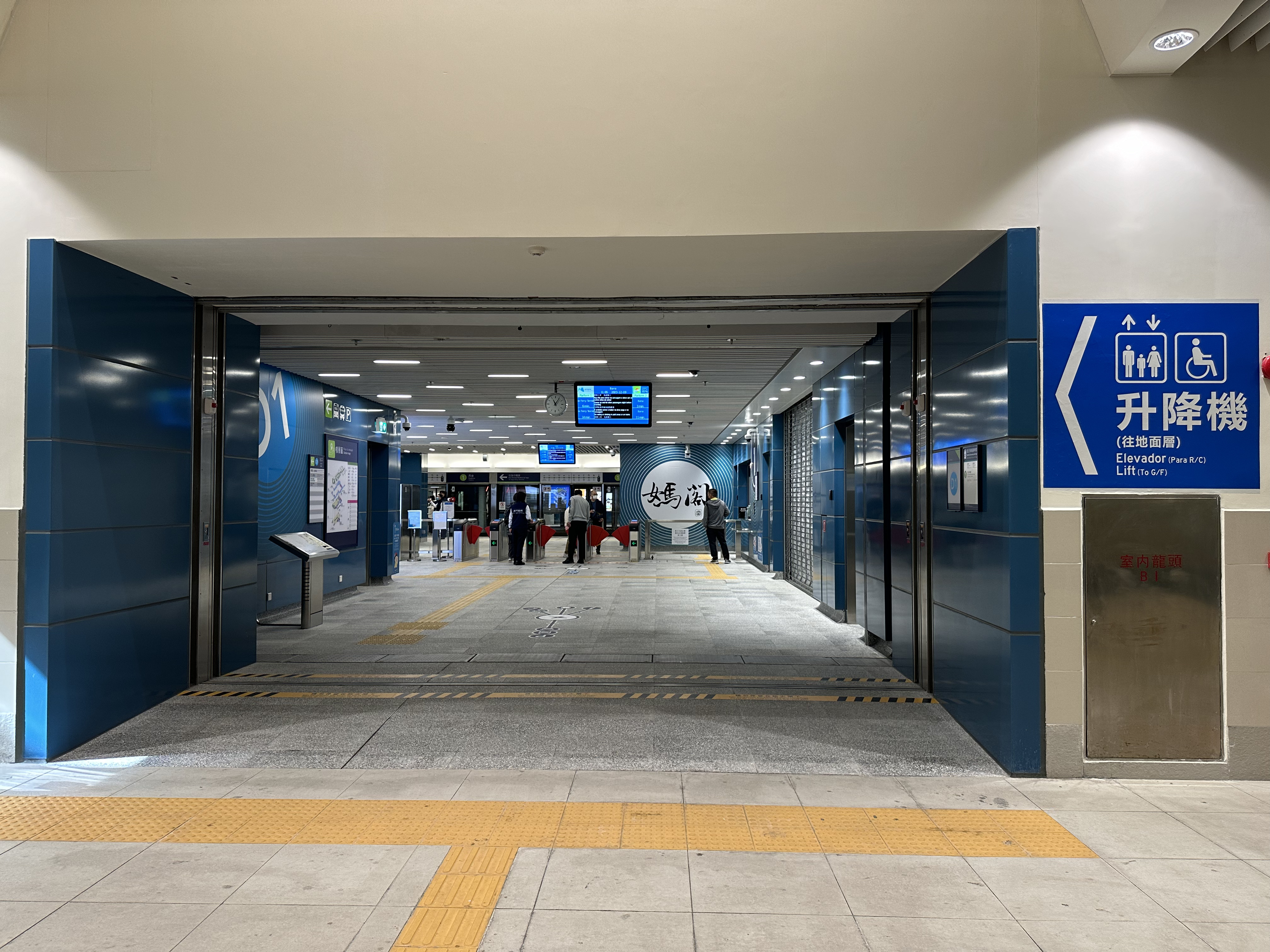
巴士總站與輕軌站連接通道
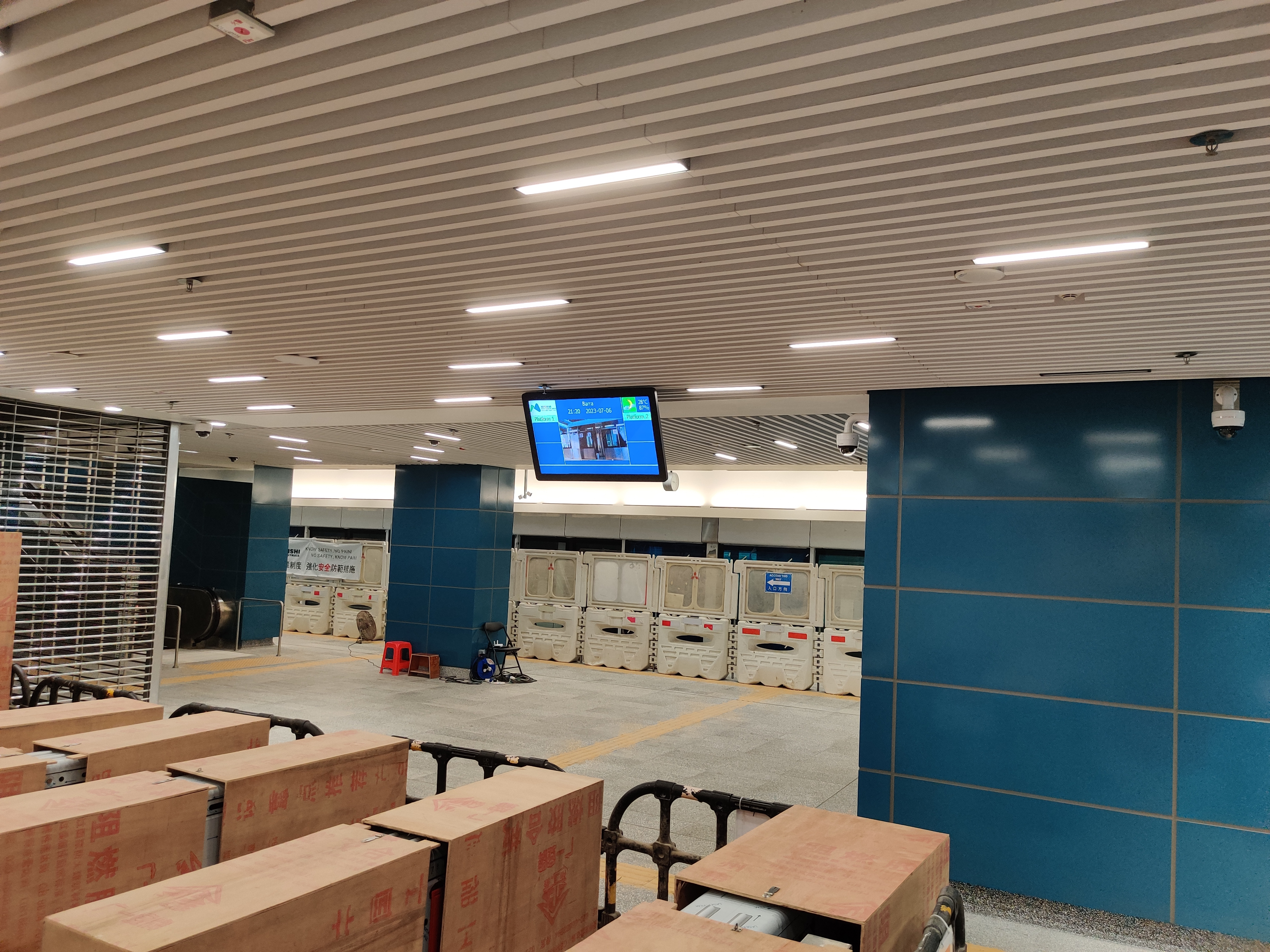
興建中的月台層，出入口連接巴士總站
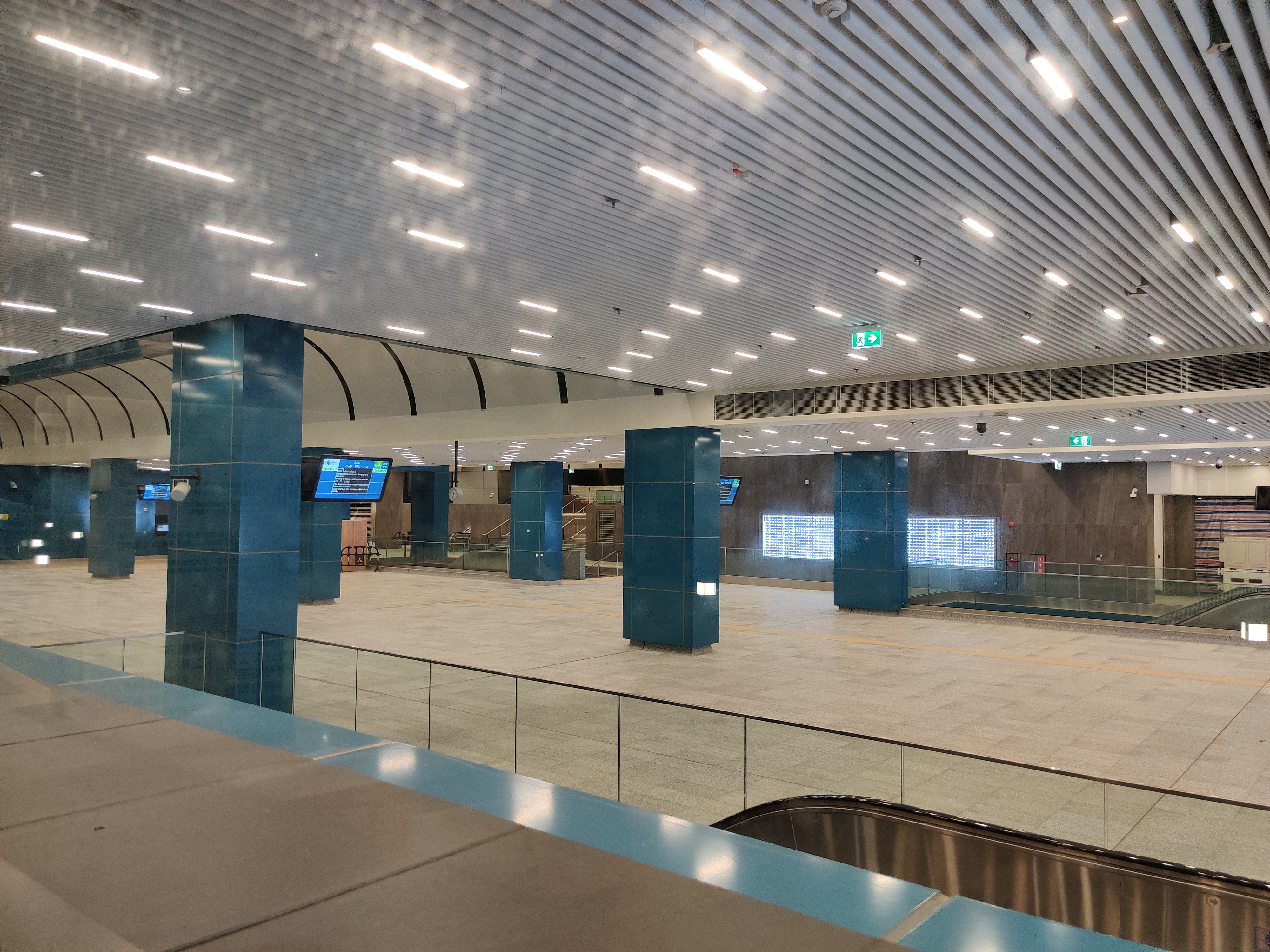
興建中的媽閣站地面層大堂

## 外部連結
- 公共建設局 C340B - 輕軌媽閣站主體建造工程 （页面存档备份，存于）